# Федеральні збори Чехословаччини
Федеральні збори Чехословаччини (Федеральні збори Чехословацької Соціалістичної Республіки, пізніше Федеральні збори Чеської і Словацької Федеративної Республіки, чеськ. Federální shromáždění, словац. Federálne zhromaždenie) були федеральним парламентом Чехословаччини, правонаступником колишніх Національних зборів Чехословацької Соціалістичної Республіки. Були утворені Конституційним законом про чехословацьку федерацію у рамках федералізації Чехословаччини з 1 січня 1969 року. Припинили діяльність 31 грудня 1992 року розділом Чехословаччини.
Паралельно з Федеральними зборами також функціонували два окремі парламенти національних республік — Чеська національна рада та Словацька національна рада. В часи комуністичної нормалізації його функціонування було досить формальним; насправді парламент не був головним «центром влади».
Федеральні збори складалися з двох палат:
- Палата народу — кількість депутатів від обох республік відповідали співвідношенню населення
- Палата націй — рівна кількість депутатів від обидвох республік, у випадку прийняття деяких законів необхідно було отримати більшість депутатів, обраних в Чехії, а також депутатів, обраних в Словаччині.

З 1974 року вони розміщувався у будівлі Федеральних зборів, прибудованої до колишньої Празької фондової біржі товарів і цінних паперів, збудованої у 1938 році, біля головної будівлі Національного музею.

## Історія
Перше засідання Федеральних зборів (спільне засідання обох палат) відбулося 30-31 січня 1969 року в Іспанському залі Празького Граду. Девізом Федеральних зборів у 1969—1990 роках було гасло «УСЯ ВЛАДА В ЧЕХОСЛОВАЦЬКІЙ СОЦІАЛІСТИЧНІЙ РЕСПУБЛІЦІ НАЛЕЖИТЬ ПРАЦЮЮЧОМУ НАРОДУ».

### Вибори
Вибори до Федеральних зборів відбувалися кожні 5 років. У зв'язку з особливостями періоду (нормалізації) вибори були лише формальними протягом більшої частини своєї тривалості (обирався єдиний кандидат від Національного фронту).
Скликання:
- 1969—1971
- 1971—1976
- 1976—1981
- 1981—1986
- 1986—1990 (з січня по березень1990 року палати були доповнені шляхом кооптації)
- 1990—1992
- 1992 рік

1990 та 1992 року відбулися історично єдині регулярні та, з сьогоднішньої точки зору, відносно вільні вибори до Федеральних зборів.
- Вибори до Палати народу Федеральних зборів 1990 року
- Вибори до Палати народу Федеральних зборів 1990 року
- Вибори до Палати народу Федеральних зборів 1992 року

### Кооптація
Двічі за історію депутатів Федеральних зборів обирали не на виборах, а шляхом кооптації.
Наприкінці 1969 р. в рамках нормалізації з парламенту були відкликані емігранти та комуністи-реформатори (Ян Шубрт, Іржі Пелікан, Гертруда Секанінова-Чакртова, Франтішек Крігель, Франтішек Водслов, Божена Фукова та Вацлав Прхлік) і замінені новими членами, кооптованими (Ярослав Кожешнік, Володимир Ведра, Яндж Фодж та Володимир Маржик), національний аспект зіграв значну роль у відборі.
Вдруге шлях зміни всіх трьох парламентів (Федеральні збори Чехословацької Соціалістичної Республіки, Чеська національна рада, Словацька національна рада) шляхом кооптації відбувається під час Оксамитової революції. 28 грудня 1989 р. Федеральні збори прийняли так званий Закон про співробітництво, тобто Конституційний закон № 183/1989 «Про вибори нових депутатів законодавчих зібрань» згідно з яким у разі звільнення депутатського місця нові вибори проводити не слід, а нового депутата обирає сам парламент. Цей закон діяв до дня виборів, але не пізніше кінця 1990 року. Тоді ж було прийнято Конституційний закон № 182/1989, який змінив формулювання парламентської присяги. Кооптація нових членів Федеральних зборів відбулася з 28 грудня 1989 року по 27 лютого 1990 року, коли були прийняті закони про вибори в червні1990 року.
З 23 січня 1990 року по 31 березня 1990 року, відповідно до Конституційного закону №14/1990 «Про відкликання депутатів законодавчих зібрань та вибори нових депутатів національних комітетів» прийнятого 23 січня 1990 року, оприлюдненого та чинного з того ж дня, депутати, які в рамках розкладу політичних сил, або у зв'язку зі своєю попередньою діяльністю не гарантують розвитку політичної демократії, могли буть усунені тією політичною партією, членом якої вони є. Безпартійні депутати можуть бути вилучені компетентним органом Національного фронту за взаємною згодою з Громадянським форумом в Чеській Соціалістичний Республіці та Громадськістю проти насильства в Словацькій Соціалістичній Республіці .Фактично відкликання депутатів обох палат було прийнято президією палат протягом двох днів: 29 та 30 січня 1990 року.
Автором ідеї кооптації 1989 року, що багато хто прийняв з незгодою чи збентеженням, часто називають комуніста-реформатора Зденека Ічинського, який вважав це актом справедливої відплати за виведення комуністів-реформаторів з парламенту шляхом кооптації в 1969 році. Через місяць уряд заявив, що це рішення дискредитувало Чехію за кордоном.
28 грудня 1989 року Александер Дубчек, кооптований депутат, був обраний Головою Федеральних зборів.
Головами Федеральних зборів були:
1. 1969 Петро Колотка
2. 1969 Александер Дубчек
3. 1969—1971 Далібор Ханес
4. 1971—1989 Алоїс Індра
5. 1989 Станіслав Куклаль
6. 1989—1992 Александер Дубчек
7. 1992 р. Міхал Ковач

## Будівля
Федеральні збори розміщувались у будівлі Федеральних зборів, прибудованої до колишньої Празької фондової біржі товарів і цінних паперів, збудованої у 1938 році, біля головної будівлі Національного музею. Після розпаду Чехословаччини будівлю використовувало Радіо Свобода Європа / Радіо Свобода з 1995 по 2009 рік . З 2009 року будівля належить Національному музею .